# Csorba József
Csorba József (szakácsi) Nagyszőlős, 1789. január 11. – Pest, 1858. november 23.) orvos, Somogy megye főorvosa

## Élete
Szegény szülőktől származott; iskoláit Máramarosszigeten, Debrecenben és Sárospatakon végezte; honnét Majthényi főispán fia mellé 1000 váltó forint, akkor jelentékeny évi fizetéssel nevelőnek ment és Pesten az orvosi tanfolyamot látogatta. 1817-ben orvosdoktor lett és megyei főorvossá neveztetett ki Somogyba, mely hivatalát 34 évig viselte, mire arról 1848-ban lemondott, a fővárosba költözött és a tudománynak élt. 1832. március 9. a Magyar Tudományos Akadémia levelező tagjai sorába választotta. Kaposvárt megyei kórházat létesített, mely 1844-ben nyilt meg. 1834. május 30. kelt oklevéllel Szakácsiban részjószágot és nemességet nyert.

## Művei
- Dissertatio inaug. medica de phlebeurysmate in specie de haemorrhoidibus. Pestini, 1817.
- Hygiastika vagy is orvosi oktatás, mit kell tenni az egészség fentartására és a betegség gyógyítására addig is, míg orvos érkezik. Uo. 1829.
- Észrevételek az éghajlatnak befolyásáról az emberre. Falconner Vilmos után ford. Uo. 1833.
- A magyarországi pokolvar, annak természete, okai és gyógymódjai. Buda, 1837. (A m. tud. akadémia által második jutalomra méltatott pályamunka.)
- Észrevételek az álladalmi egészség rendezéséről hazánkban. Pécs, 1848.
- Somogy vármegye ismertetése. Pest, 1857.

Kéziratban maradt: A choleráról és A tapasztalásról az orvosi tudományban. Zimmermann után ford.
Értekezései a Tud. Gyűjteményben (1817. 1824.), Orv. Tárban (1831–33.), Gazdasági Tudósításokban (1839.), Zeitschrift für Natur und Heilkunde (1851.), a M. Akadémiai Értesítőben (1855. A fűvészeti nevek származásáról, 1858. Emlékbeszéd Bene Ferencz felett), a Pesti Naplóban, M. Sajtóban (1855. 28. sz., 1856. 396. 400. 402. 407. 412. Állati magnetismus, Alvajárás) és M. Néplapban (1856. 22. sz.) jelentek meg.